# 室女座84
室女座84，又名BD+04 2775，HD 119425、SAO 120082、HR 5159，是室女座的一颗恒星，视星等为5.36，位于銀經332.78，銀緯63.38，其B1900.0坐标为赤經13h 38m 2s，赤緯+4° 63.38′ 38″。